# Калеви Коткас
Калеви Коткас  (ест. Kalevi Kotkas; Талин, 10. август 1913 — Ванта, 24. август 1983) био је естонски атлетичар, чија специјалност биле су несвакидашња комбинација дисциплина скок увис и бацање диска.

## Олимпијске игре
Калеви Коткас био је два пута учесник Летњих олимпијских игара: 1932 у Лос Анђелесу и 1936. у Берлину. Лос Анђелесу се такмичио бацању диска и у финалу завршио као 7. Четири године касније у истој дисциплици није ушао у финале. На Играма у Берлину такмичио се и у скоку увис. Иако је скоком од 2,00 м изједначио олимпијски рекорд. Заузео је четврто место иза америчких такмичара Корнелијуса Џонсона 2,03 м, Дејвида Олбинтона и Делоса Тебера са 2,00 м, истим резултатом као и Коткас, али са мањим бројем скокова.

## Европска првенства
Коткас је учествовао и на два Европска првенства на отвореном. На 1. у Торину у скоку увис постао је први европски првак, а у бацању диска заузео је 10. место. На 2. у Паризу учествује у 3 дисциплине. сребрни је у скоку увис, 4. у бацању диска, а 11. у бацању кугле.

## Значајнији резултати
| Година | Такмичење          | Град        | Дисциплина   | Плас. | Рез.      |
| ------ | ------------------ | ----------- | ------------ | ----- | --------- |
| 1932   | Олимпијске игре    | Лос Анђелес | бацање диска | 7.    | 45,87 м   |
| 1934   | Европско првенство | Торино      | скок увис    |       | 2,00 м    |
| 1934   | Европско првенство | Торино      | бацање диска | 10.   | 42,50 м   |
| 1936   | Олимпијске игре    | Берлин      | скок увис    | 4.    | 2,00 м ОР |
| 1938   | Европско првенство | Париз       | скок увис    |       | 1,94 м    |
| 1938   | Европско првенство | Париз       | бацање диска | 4.    | 48,63 м   |
| 1938   | Европско првенство | Париз       | бацање кугле | 11.   | 13,92 м   |

## Лични рекорди
Котксов лични рекорд у скоку увис, био је европски рекорд пуних 17. година.
| Дисциплина   | Резултат | Место    | Датум              |
| ------------ | -------- | -------- | ------------------ |
| Скок увис    | 2,04 м   | Гетеборг | 1. септембар 1936. |
| Бацање диска | 51,27 м  |          | 1937.              |